# Айдахский университет
Айдахский университет или Университет Айдахо (англ. University of Idaho) — старейший общественный университет в штате Айдахо, США.
Расположен в городе Москоу (округ Лата) в северо-центральной части штата.

## Описание
Университет был учреждён легислатурой территории Айдахо 30 января 1889 года в рамках программы безвозмездного выделения земельных участков университетам. С момента основания на протяжении 74 лет университет оставался единственным в штате вплоть до 1963 года, когда Колледж штата Айдахо, являвшийся до 1947 года его филиалом в Покателло, не был переименован в Университет штата Айдахо. 3 октября 1892 года университет принял первую группу студентов численностью 40 человек. Первый выпуск 1896 года состоял лишь из двух мужчин и двух женщин.
В настоящее время средняя численность выпуска университета превышает 11 000 человек. В университете действует 142 образовательных программы и существует разделение по учёным степеням: бакалавриат, магистратура и докторантура. Всего существует 30 разновидностей сертификатов об окончании обучения. В целом профиль университета является преимущественно исследовательским. Кампус университета является самым большим в штате, он расположен в регионе Палус на возвышении примерно в 800 метров над уровнем моря.
Журнал Forbes в 2010 году поместил университет на 318-м месте в своём рейтинге университетов и колледжей США.